# Artur Rudsyzkyj
Artur Jossypowytsch Rudsyzkyj (ukrainisch Артур Йосипович Рудзицький; * 14. Juni 1968 in Kiew, Ukrainische SSR) ist ein ukrainischer Literaturhistoriker und Kunsthistoriker. Er ist ein Großenkel des Fotokünstlers Man Ray (Emmanuel Rudzitsky).

## Leben
Mit 14 Jahren begann Rudsytzkyj für die Zeitschrift Die Kunst im südlichen Russland zu schreiben und 1992 verfasste er eine Monografie über Emil Preetorius. Er schrieb zudem über I.-L.Peretz (1994) sowie Artikel in russischen und ukrainischen Enzyklopädien. Etwa 200 Artikel entstanden, darunter E. M. Lilien, Taras Schewtschenko, Abraham Mintchine, Felix Nussbaum. Rudsitzki lebte 1990 in Warschau, 1996 in Prag. Er kehrte 2004 nach Kiew zurück und ist Präsident der Ukrainischen Assoziation der Herausgeber und der Verbreiter der Presse (UAPPD).
Infolge des russischen Überfalls auf die Ukraine im Jahr 2022 war er gezwungen, zusammen mit seiner Mutter Kiew zu verlassen.

## Veröffentlichungen
2020 „Vybrani aforyzmy“ von Hryhorij Skoworoda mit Illustrationen von Oleksandr Rojtburd